# Anna Maria Thalén
Anna Maria Thalén, född 1781, död 1851, var en svensk modist. Hon tillhörde de ledande inom Stockholms modehandel vid 1800-talets början.  
Thalén höll under 1820-talet ett av Stockholms mest välkända och framgångsrika modehus. Thalén kallades "modemakerska eller Modehandlerska", modist och nipperhandlerska. Hon sålde accessoirer som sjalar och plymer, lät tvätta, sy om och reparera modeartiklar och förmedla kontakt mellan kunder och sömmerskor. Märta Helena Reenstierna, den så kallade Årstafrun, var en av hennes kunder under 1820-talet och talar om hennes höga priser.    
Hon var gift med ljusfabrikören Vilhelm Casper Thalén. 